# Small Rockets
Small Rockets era una desarrolladora de videojuegos de computadora británica ubicado en Guildford, Inglaterra. La empresa se fundó en octubre de 2000 y creaba y vendía juegos de PC en línea.

## Historia
Small Rockets nació de las cenizas de Fiendish Games, un departamento de Criterion Games (también conocido como Criterion Software), que comenzó a probar las aguas para ofrecer juegos en línea en lugar de a través de los canales minoristas tradicionales. Cuando se cerró Fiendish Games, el entonces jefe de departamento, Jonathan Small, creó Small Rockets para continuar donde Fiendish Games lo había dejado. La empresa obtuvo la licencia de los juegos creados por Fiendish Games de Criterion, y la mayoría de los empleados de Fiendish Games se mudaron con Jonathan a la nueva empresa.
(Tenga en cuenta que Fiendish Games no tiene conexión con la compañía de juegos de mesa del mismo nombre; la compañía de juegos de mesa cambió su nombre a Fiendish Board Games después de llegar a un acuerdo con Criterion Games).
Además de sus juegos comerciales, Small Rockets también produjo un juego "único" hecho a medida llamado "HP Spy Academy" para una exposición de HP en "Stuff Live" en 2002.
El trabajo continuó en varios títulos más para PC y un título para Game Boy Advance hasta que la mayoría de los empleados tuvieron que ser despedidos, en gran parte por razones financieras, en 2003.
Debido a los crecientes costos de administrar una sociedad de responsabilidad limitada registrada en el Reino Unido desde los Estados Unidos, en 2012 se tomó la decisión de cerrar la empresa. El sitio web de Small Rockets mostró un aviso formal del cierre de principios de julio de 2012, momento en el que la tienda del sitio también quedó inhabilitada. El cierre total de los servidores de Small Rockets (incluido el sitio web en sí) se produjo a finales de agosto de 2012. Jonathan ha declarado que espera continuar con la franquicia Red Ace de Small Rockets.

## Videojuegos

### Escritos originalmente como parte de Fiendish Games
- Natural Fawn Killers (NFK)
- Tower of the Ancients
- Master of the Skies: The Red Ace
- Art is Dead
- Hot Chix 'n' Gear Stix
- SuperChix 76
- Small Rockets Poker
- Small Rockets Mah Jongg
- Small Rockets Backgammon

### Lanzados íntegramente por Small Rockets
- NFK: Santa's Gone Postal
- Star Monkey
- Ultra Assault
- Red Ace Squadron
- Assimilation
- Sean Murray Wakeboarding (GBA)
- Sinbad (PC)